# Batueta voluta
Espèce
Batueta voluta est une espèce d'araignées aranéomorphes de la famille des Linyphiidae.

## Distribution
Cette espèce se rencontre au Viêt Nam, au Laos, en Thaïlande, en Malaisie et à Singapour.

## Description
Le mâle holotype mesure 1,22 mm et la femelle paratype 0,79 mm.

## Publication originale
- Locket, 1982 : Some linyphiid spiders from western Malaysia. Bulletin British Arachnological Society, vol. 5, no 8, p. 361-384.